# Jeszkotle
Jeszkotle (deutsch Jäschkittel) ist ein Dorf in der Stadt- und Landgemeinde Grodków (Grottkau) in der Woiwodschaft Opole in Polen.

## Geographische Lage

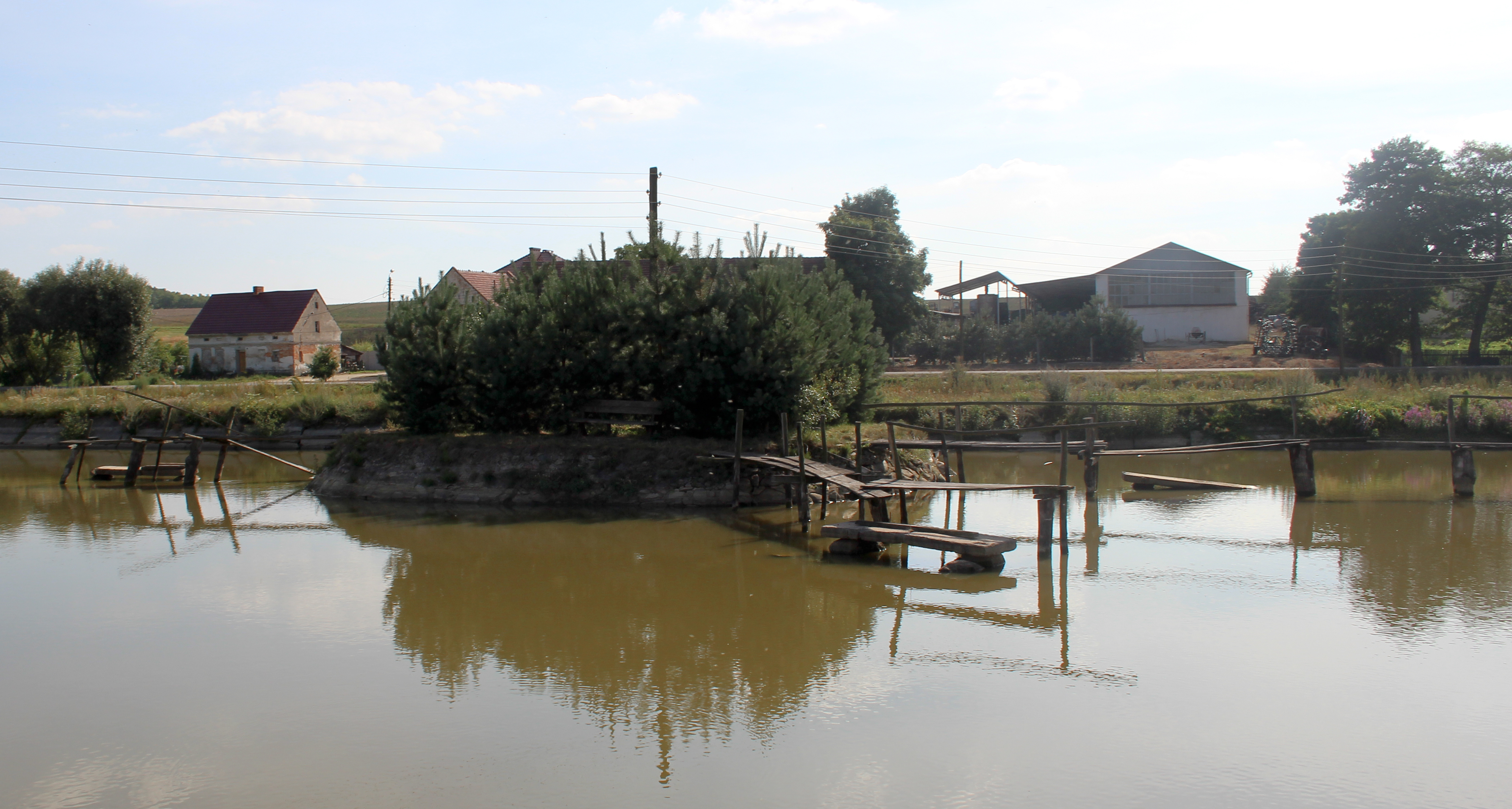
Dorfteich

Das Angerdorf Jeszkotle liegt im Südosten der Region Niederschlesien in der Nizina Śląska (Schlesische Tiefebene) im Grenzbereich zu Oberschlesien, etwa neun Kilometer westlich von Grodków, 35 Kilometer südwestlich der Kreisstadt Brzeg (Brieg) und 45 Kilometer westlich der Woiwodschaftshauptstadt Oppeln. Westlich des Dorfes verläuft die Grenze zur Woiwodschaft Niederschlesien.
In der Umgebung liegen im Norden Zielonkowice (Grünheide), im Nordwesten Wawrzyszów (Lorenzberg), im Osten Gałązczyce (Giersdorf) und im Südwesten Rożnów (Nieder Rosen).

## Geschichte
Die Anfänge von Jäschkittel stammen aus dem 14. Jahrhundert. Erstmals urkundlich erwähnt wurde „Jesketel“ im Jahre 1428. 1511 wurde die Dorfkirche erbaut. Vormals war der Ort in Ober- und Nieder-Jäschkittel geteilt. In der zweiten Hälfte des 17. Jahrhunderts besaß Nieder-Jäschkittel Karl Friedrich Freiherr von Kittlitz und Ottendorf († 1690). Darauf erbte Ober- und Nieder-Jäschittel Ernst Friedrich von Kittlitz und Ottendorf († 1717), Landesältester des Weichbildes Strehlen.
Nach dem Ersten Schlesischen Krieg 1742 fiel Jäschkittel mit dem größten Teil Schlesiens an Preußen. 1783 gehörte das Gut dem Baron von Koppy und zählte zwei Vorwerke, 39 Feuerstellen und 217 Einwohner. Von den Obervorwerks-Äckern waren fünf wüste Bauernhöfe. In der evangelischen Kirche hielt jeden dritten Sonntag der Prediger von Lorenzberg den Gottesdienst. Nach der Neuorganisation der Provinz Schlesien gehörte die Landgemeinde Jäschkittel ab 1816 zum Landkreis Strehlen, mit dem es bis 1945 verbunden blieb. 1845 bestanden im Dorf ein Schloss, eine evangelische Kirche, eine Brauerei, eine Brennerei, zwei Vorwerke sowie 48 weitere Häuser. Im gleichen Jahr lebten in Jäschkittel 374 Einwohner, davon 60 katholisch. 1874 wurde der Amtsbezirk Lorenzberg gebildet, dem Nieder- sowie Ober-Jäschkittel eingegliedert wurden. 1885 zählte Jäschkittel 961 Einwohner., 1933 waren es 420 und 1939 367 Einwohner. Bis Kriegsende 1945 gehörte der Ort zum Landkreis Strehlen.
Als Folge des Zweiten Weltkriegs fiel Jäschkittel 1945 wie der größte Teil Schlesiens unter polnische Verwaltung. Nachfolgend wurde es in Jeszkotle umbenannt und der Woiwodschaft Schlesien angeschlossen. Die deutschen Einwohner wurden größtenteils vertrieben. 1950 wurde es der Woiwodschaft Oppeln eingegliedert und 1999 dem neu gegründeten Powiat Brzeski (Kreis Brieg).

## Sehenswürdigkeiten
Unter Denkmalschutz stehen:
- Die römisch-katholische Antonius-von-Padua-Kirche (kościół fil. pw. św. Antoniego Padewskiego) früher St.-Salvator-Kirche wurde 1511 erbaut. Bis 1945 diente das Gebäude der protestantischen Dorfgemeinde als Gebetshaus. An gleicher Stelle soll zunächst eine Klosterkirche gestanden haben, die durch eine Brücke mit dem dortigen Schloss verbunden war.[8] Durch die Reformation wurde die Kirche 1530 evangelisch. Nach den Verwüstungen des  Dreißigjährigen Krieges stand die Kirche zwischen 1632 und 1650 leer. Danach fand jeden dritten Sonntag ein Gottesdienst statt. An der Außenwand haben sich Epitaphe der Familien von Reideburg und von Schweinichen aus dem 16. und 17. Jahrhundert erhalten. Das Gebäude steht seit 1966 unter Denkmalschutz.[9]

- Das Herrenhaus Jäschkittel wurde in der ersten Hälfte des 19. Jahrhunderts im spätklassizistischen Stil erbaut und 1961 renoviert. Es steht am Hang und dominiert die Hofanlage, die Vorderseite ist nach Westen ausgerichtet. Es hat ein Walmdach mit Dachgauben, gedeckt mit Ziegeln. Die klassizistische Fassade wird durch Pilaster im ionischen Stil gegliedert. Der mittlere Teil wird von dreieckigem Giebel mit rundem Fenster gekrönt. Der Eingang ist halbkreisförmig.[10] Das Gebäude steht seit 1965 unter Denkmalschutz.[9]

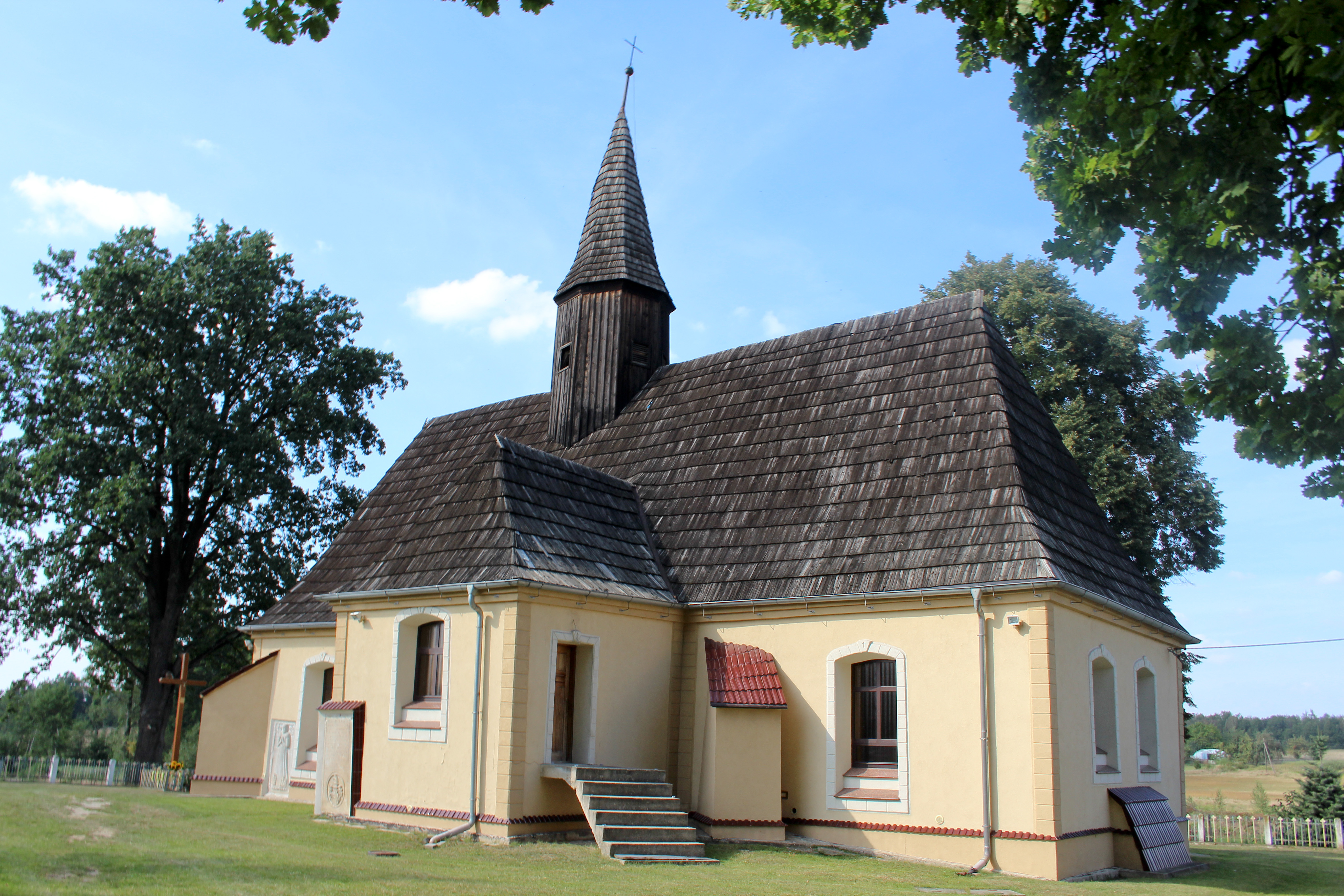
Antonius-von-Padua-Kirche
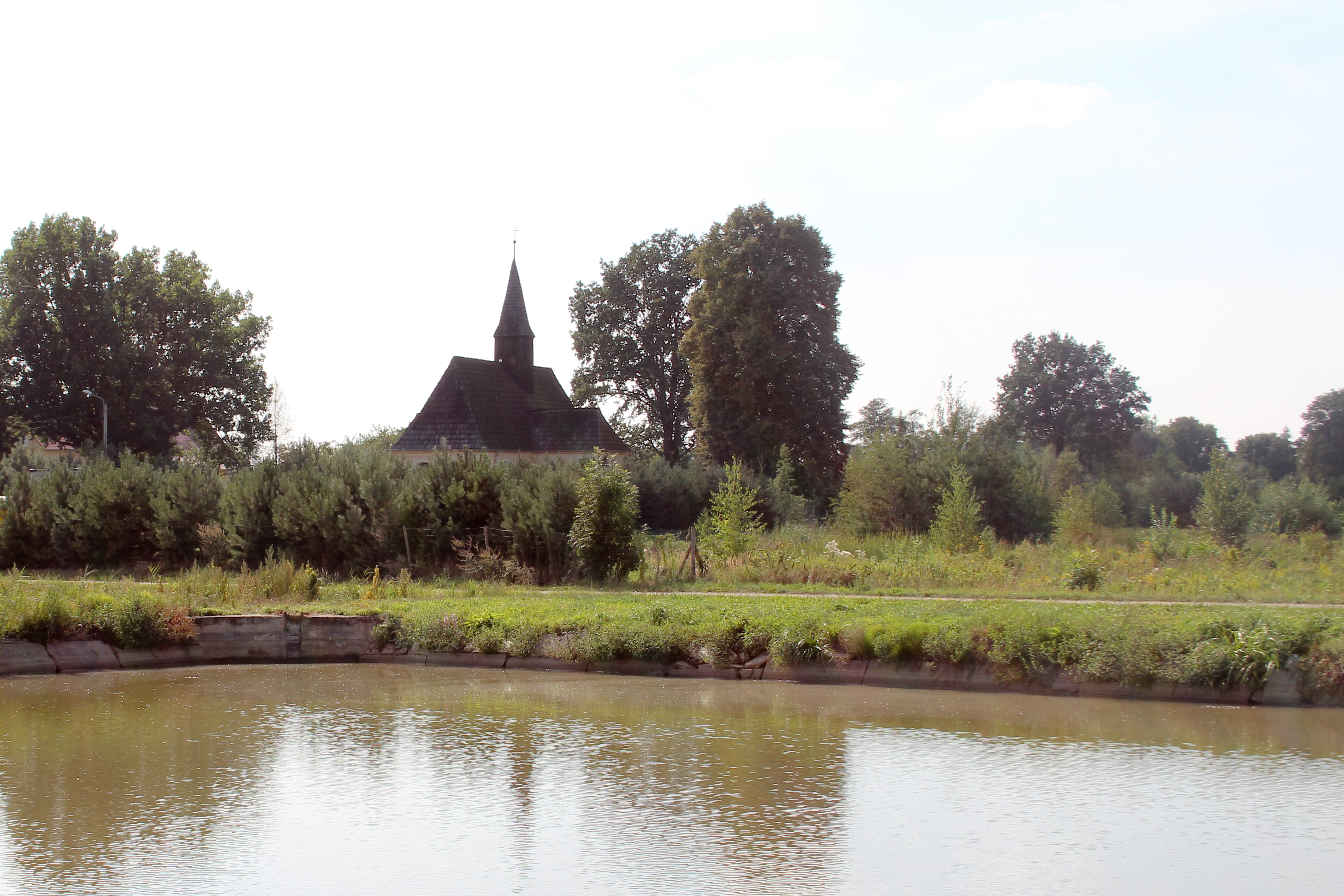
Jeszkotle
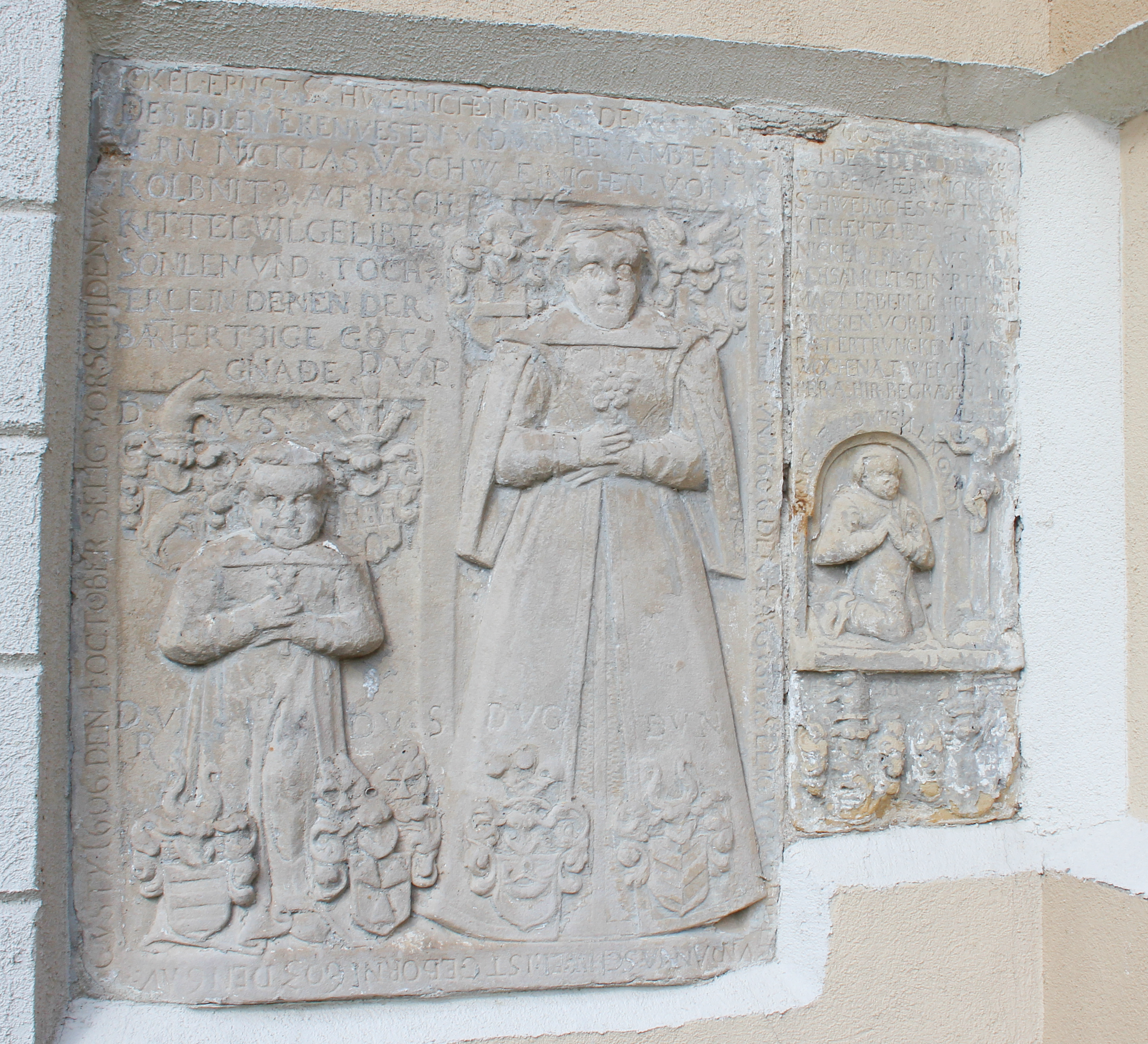
Grabtafel an der Kirchenmauer
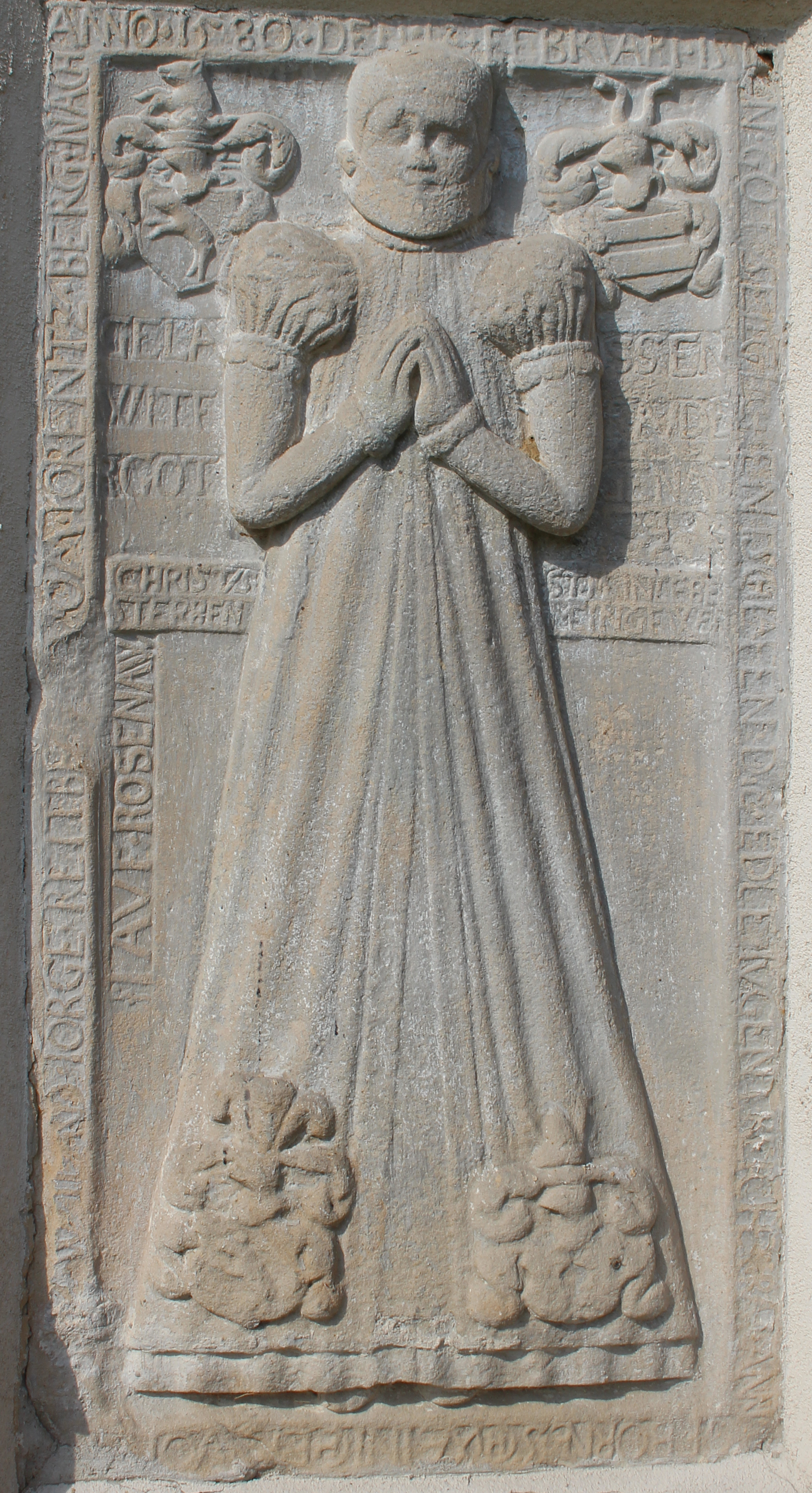
Grabtafel an der Kirchenmauer

## Vereine
- Fußballverein LZS Jeszkotle

## Persönlichkeiten
- Sylvius Adolph von Kittlitz und Ottendorf (1695–1771), Landrat im Kreis Kreuzburg O.S.
- Ekkehard König (* 1941), deutscher Philologe und Hochschullehrer